# Peninsula (pel·lícula)
Peninsula (en coreà 반도|半島 «Bando»; comercialitzat internacionalment com a Train to Busan Presents: Peninsula) és una pel·lícula d'acció post-apocalíptica de terror de Corea del Sud del 2020 coescrita i dirigida per Yeon Sang-ho. És una seqüela independent de la pel·lícula del 2016 Train to Busan, el segon llargmetratge d'acció en directe i la tercera entrega general de sèrie de pel·lícules Train to Busan. La trama segueix a un antic soldat que és enviat juntament amb un equip per recuperar un camió ple de diners dels erms de Corea del Sud, ara habitats per zombis, milícies canalla i una família. La pel·lícula és protagonitzada per un repartiment amb Gang Dong-won i Lee Jung-hyun.
Península va ser escollida per estrenar-se al 73è Festival Internacional de Cinema de Canes, que es va cancel·lar a causa de la pandèmia de COVID-19, i simplement es va estrenar a les sales de Corea del Sud el 15 de juliol de 2020, mentre que també es va mostrar al 25è Festival Internacional de Cinema de Busan el 21 d'octubre de 2020. Ha recaptat 42,7 milions de dòlars a tot el món amb un pressupost de 16 milions de dòlars, però va rebre ressenyes generalment contradictòries de la crítica, que la van trobar inferior a la primera pel·lícula.

## Argument
Corea del Sud està sent invadida per un brot de zombis, i molts països estan evacuant supervivents abans de posar en quarantena la península a Busan. L'oficial del ROKMC Jung-seok condueix la seva germana, el seu marit Chul-min i el seu petit fill Dong-hwan a un vaixell d'evacuació. Al llarg del camí, es troben amb una parella angoixada amb una filla petita, però Jung-seok es nega a ajudar-los després de notar que l'home sagna. Pugen a bord del vaixell, però un home infectat es converteix en zombi i mossega a diverses persones a la seva cabina, inclòs Dong-hwan. La germana de Jung-seok es nega a abandonar Dong-hwan, i ell es veu obligat a tancar la cabina infestada mentre els zombis la mosseguen, impedint que Chul-min entri quan arriben soldats armats.
Quatre anys més tard, a Hong Kong, Jung-seok, Chul-min i dos coreans més són reclutats per mafiosos xinesos per tornar a Corea del Sud i recuperar un camió amb 20 milions de dòlars EUA; Si tenen èxit, suposadament rebran la meitat dels diners. A la nit, l'equip arriba a la península amb vaixell i localitza el camió. S'afanyen i maten el conductor del camió zombi, però l'enrenou crida l'atenció dels zombis propers. Jung-seok dispara a diversos zombis i l'equip s'escapa.
En el seu camí de tornada al Port d'Incheon, l'equip és emboscat per un esquadró de milícies liderat pel sergent Hwang, fent que els seus vehicles xoquin. Chul-min s'amaga al camió mentre Jung-seok fuig dels zombis; Els altres dos membres de l'equip van morir, un va morir en l'accident i l'altre va morir per Hwang. Jung-seok és rescatat per dues germanes que viatgen en un cotxe: Joon, una conductor ahàbil, i la jove Yu-jin. Tornen al seu amagatall, on viuen amb la seva mare Min-jung i l'avi Kim. Jung-seok s'adona que Min-jung i Yu-jin eren la mare i la petita filla que havia conegut fa quatre anys.
L'esquadra de la milícia transporta el camió a la seva base, sense saber els diners que hi ha dins. Formen part de la facció de milícies canalla coneguda com a Unitat 631 que empresonen Chul-min, el que l'obliga a participar en cruels jocs de supervivència enfrontant presoners contra zombis. El soldat Kim descobreix els diners del camió i ho informa al capità Seo, que es posa en contacte amb els mafiosos i planeja escapar de la península amb el camió només ell mateix. Mentrestant, Jung-seok revela a Min-jung i la seva família que un vaixell d'extracció espera al seu equip i el camió al port d'Incheon. Min-jung idea un pla per robar el camió i escapar de la península amb la seva família i Jung-seok.
La nit següent, Jung-seok i Min-jung s'infiltren a la base de la milícia i intenten robar el camió. Mentre manté el soldat Kim a punta de pistola, Jung-seok s'assabenta que Chul-min és viu i interromp un joc de supervivència per rescatar-lo, matant nombrosos zombis i soldats de la Unitat 631. Chul-min salva per poc a Jung-seok d'una mossegada de zombis, però Hwang l'assassina a trets, per consternació de Jung-seok. Min-jung s'escapa de Seo i s'escapa al camió amb Jung-seok, però la seva ruta està bloquejada per una horda de zombis. Joon, Yu-jin i l'ancià Kim arriben i distreuen els zombis en una persecució fins al seu cotxe.
Els dos vehicles escapen, però Hwang i altres soldats de la Unitat 631 els persegueixen. Mitjançant una maniobra estratègica la família i Jung-seok aconsegueixen desactivar els vehicles que els persegueixen, matant a Hwang mentre és envaït pels zombis. Seo, que va matar el soldat Kim, embosca a la família al port d'Incheon i manté a Joon com a ostatge. Yu-jin distreu momentàniament a Seo, permetent a Joon escapar, però l'enfrontament posterior fa que l'ancià Kim rebi un tret mortal i Min-jung a la cama. Seo fuig amb el camió i arriba a la coberta de vehicles del vaixell, però els mafiosos el traeixen i l'afusellan. Quan mor, Seo inverteix el camió per mantenir l'escotilla oberta deliberadament, permetent que els zombis de fora es passegin per la nau i matin tots els mafiosos.
Jung-seok i la família aconsegueixen senyalitzar un helicòpter Chinook de les Nacions Unides. La ferida Min-jung es queda enrere per obrir el camí per a Jung-seok i les seves filles; Els tres arriben a l'helicòpter, però les tropes de l'ONU es neguen a salvar a Min-jung, que es prepara per suïcidar-se mentre es veu envoltada per una gran horda de zombis. Recordant les paraules de Chul-min sobre el seu fracàs per protegir la seva família, Jung-seok es veu estimulat a rescatar Min-jung i derroca als zombis, permetent a Min-jung escapar. Jung-seok, Min-jung, les seves filles i les tropes de les Nacions Unides pugen amb seguretat a l'helicòpter i surten de la península, escapant finalment del brot.

## Repartiment
- Gang Dong-won com a Jung-seok: un antic capità de la Marina de Corea del Sud, que pateix culpabilitat com a conseqüència de la mort del seu nebot i germana[3]
- Lee Jung-hyun com a Min-jung: una dama misteriosa que s'havia topat amb Jung-seok quatre anys enrere mentre intentava sortir de Corea.
- Kwon Hae-hyo com a ancià Kim: el pare de Min-jung i avi de Joon i Yu-jin.
- Kim Min-jae com el sergent Hwang: el sàdic antic sergent de la Unitat 631 i co-gerent d'un club de lluita clandestí
- Koo Kyo-hwan com el capità Seo: el capità de la Unitat 631 i el cínic cap d'un club de lluita clandestí, que es va tornar boig anys després que el virus assolí Corea.
- Kim Do-yoon 김도윤 (배우) com a Chul-min: cunyat de Jung-seok i membre de l'equip de Jung-seok.
- Lee Re com a Joon: la filla gran de Min-jung, que condueix un cotxe blindat per ajudar els supervivents.
- Lee Ye-won 이예원 com a Yu-jin: filla petita de Min-jung, que utilitza vehicles de joguina sorollosos per treure zombis i matar-los.
- Jang So-yeon com a germana gran de Jung-seok: la germana gran de Jung-seok, que, negant-se a deixar enrere el seu fill infectat, va sucumbir al virus fa quatre anys.
- Moon Woo-jin com a Dong-hwan: Nebot de Jung-seok, que es va infectar fa quatre anys.
- Kim Kyu-baek com a soldat Kim: el privat de la Unitat 631 i el vicelíder del club de lluita clandestí, i la mà dreta de Seo.
- Bella Rahim com a major Jane: un soldat de l'ONU de Malàisia

## Llançament
Península va ser seleccionada per mostrar-se al 73è Festival Internacional de Cinema de Canes com a part de la Selecció Oficial. Tanmateix, finalment el festival es va cancel·lar a causa de la pandèmia de COVID-19. Es va estrenar a Corea del Sud el 15 de juliol de 2020 i també es va mostrar a la secció Panorama del 25è Festival Internacional de Cinema de Busan el 21 d'octubre de 2020.
La pel·lícula s'havia d'estrenar inicialment als cinemes dels Estats Units el 21 d'agost de 2020, però va passar a la transmissió a través de Shudder i es va estrenar l'1 d'abril de 2021 com a "exclusiva de Shudder". Va ser llançat a l'Índia el 27 de novembre de 2020.

### Mitjans domèstics
Al Regne Unit, va ser la quarta pel·lícula en llengua estrangera més venuda del 2020 en formats físics de vídeo casolà (a sota de Paràsits, El temps amb tu, i Hua Mulan).

## Taquilla
Pel desembre de 2020 Península havia recaptat 1,2 milions de dòlars als Estats Units i Canadà, i 41,5 milions de dòlars a altres territoris (inclosos 28,7 milions de dòlars de Corea del Sud), per un total mundial de 42,7 milions de dòlars.
A Corea del Sud, la pel·lícula va guanyar 2,4 milions de dòlars a partir de 2.338 pantalles el dia de l'estrena, el millor total del 2020, i 4 milions de dòlars durant els dos primers dies de llançament. També es va obrir a Taiwan i Singapur, guanyant un total de 905.000 dòlars el primer dia.
La pel·lícula va debutar amb 13,2 milions de dòlars durant els seus primers cinc dies a Corea del Sud i un total 20,8 milions de dòlars (inclosos 750.000 dòlars de 45 pantalles IMAX) a tot el món. Va ser la primera vegada des de mitjans de març que la taquilla global va ascendir a més d'1 milió de dòlars. Després de deu dies d'estrena, la pel·lícula havia sumat 19,3 milions de dòlars a Corea del Sud. En el seu segon cap de setmana, la pel·lícula també va guanyar 265.000 dòlars més a partir de 51 pantalles IMAX de sis països, convertint-se en el títol en llengua local més taquillera mai per IMAX a Singapur, Malàisia i Vietnam amb 1 milió de dòlars. El 7 d'agost, la pel·lícula havia recaptat prop de 27 milions de dòlars en Corea del Sud. La pel·lícula va guanyar uns 100.000 dòlars en 47 sales des del seu debut canadenc,i 213.415 $ de 151 sales el cap de setmana següent des de la seva obertura als Estats Units.

## Resposta crítica
A l'agregador de ressenyes Rotten Tomatoes, la pel·lícula té una puntuació d'aprovació del 55 % amb una puntuació mitjana de 5.9/10, basada en 131 ressenyes . El consens dels crítics del lloc web diu: "Tot i que una sensació decebedora de familiaritat amenaça de descarrilar Train to Busan Presents: Peninsula, els fans de l'original poden trobar-la prou emocionant." A Metacritic, la pel·lícula té una mitjana aritmètica de 51 sobre 100, basada en 23 ressenyes, el que indica "crítiques mixtes o mitjanes".
Rob Hunter de Film School Rejects va dir que la "pel·lícula renuncia a gran part del que fa que Train to Busan afecti tant intensament a favor d'un entorn una mica més genèric", però va dir que "és una idea fantàstica que combina una pel·lícula de zombis amb una pel·lícula de robatori, i Yeon es diverteix amb el concepte."

## Reconeixements
| Any  | Premi                       | Categoria                | Receptor(s)                                                    | Resultat  | Ref.          |
| ---- | --------------------------- | ------------------------ | -------------------------------------------------------------- | --------- | ------------- |
| 2021 | 26ns Chunsa Film Art Awards | Millor director          | Yeon Sang-ho                                                   | Nominat   | [ 22 ] [ 23 ] |
| 2021 | 26ns Chunsa Film Art Awards | Millor actor secundari   | Koo Kyo-hwan                                                   | Nominat   | [ 22 ] [ 23 ] |
| 2021 | 26ns Chunsa Film Art Awards | Millor actriu secundària | Lee Re                                                         | Nominat   | [ 22 ] [ 23 ] |
| 2021 | 26ns Chunsa Film Art Awards | Millor actor novell      | Kim Do-yoon                                                    | Nominat   | [ 22 ] [ 23 ] |
| 2021 | 26ns Chunsa Film Art Awards | Premi al millor tècnic   | Lee Mok-won, Yoo Chung, Park Joon-young (disseny de producció) | Guanyador | [ 22 ] [ 23 ] |